# Bound for Glory (2015)
Cet article concerne l'édition 2015 du pay-per-view Bound for Glory. Pour toutes les autres éditions, voir TNA Bound for Glory.
L'édition 2015 de Bound for Glory est une manifestation de catch professionnel télédiffusée et visible uniquement en paiement à la séance. L'événement, produit par la Total Nonstop Action Wrestling, a eu lieu le 4 octobre 2015 au Cabarrus Arena and Events Center à Concord dans le Caroline du Nord.

## Contexte
Les spectacles de la Total Nonstop Action Wrestling en paiement à la séance sont constitués de matchs aux résultats prédéterminés par les scénaristes de la TNA. Ces rencontres sont justifiées par des storylines - une rivalité avec un catcheur, la plupart du temps - ou par des qualifications survenues dans les émissions de la TNA telles que TNA Xplosion et TNA Impact!. Tous les catcheurs possèdent une gimmick, c'est-à-dire qu'ils incarnent un personnage face (gentil), heel (méchant) ou tweener (neutre, apprécié du public), qui évolue au fil des rencontres. Un pay-per-view comme Bound for Glory est donc un évènement tournant pour les différentes storylines en cours.

## Rivalité

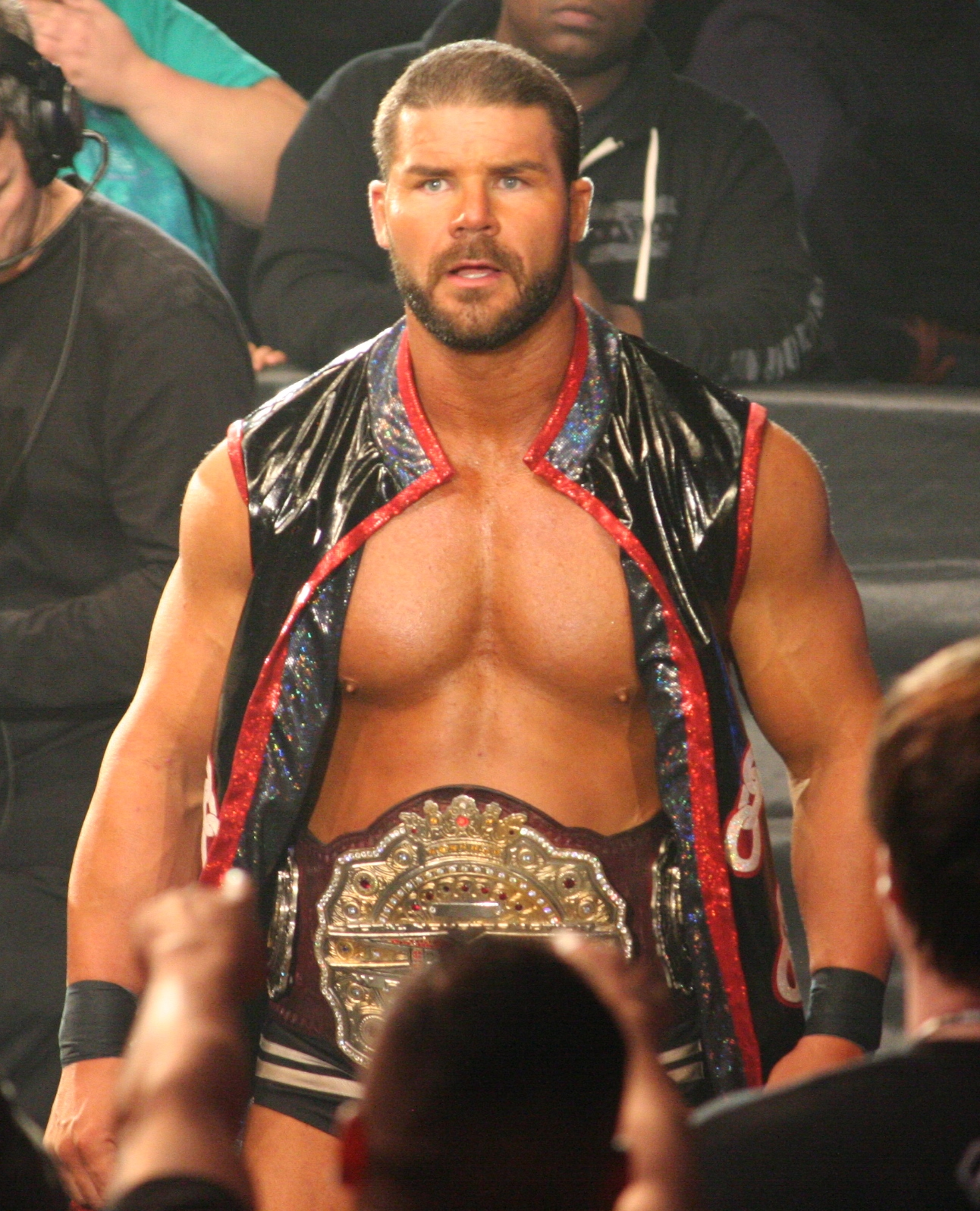
Bobby Roode, champion "TNA King of the Mountain" au Bound for Glory de 2015.

### Gail Kim contre Awesome Kong
Au milieu de l'année 2007, lorsque les responsables de la TNA ont décidé de créer la division des femmes dans l'entreprise, Gail Kim est devenue la toute première TNA Women's Knockout Champion à Bound for Glory. Depuis qu'elle a remporté le titre, Kim est entrée dans une rivalité avec Awesome Kong, qui a conduit à quelques matchs entre eux,, qui a pris fin quand Kong a remporté le titre  puis Kim a quitté la TNA. Après avoir quitté la TNA, Kong fait son retour en 2015 et lentement réconcilier sa rivalité avec Kim. Le 16 septembre, Kim a battu Awesome Kong, Brooke et Lei'D Tapa dans un Fatal-4-Way match pour remporter le TNA Women's Knockout Championship pour la cinquième fois. Le lendemain, il a été annoncé sur Facebook par la TNA que Kim va défendre son titre face à Kong à l'événement. 

### Tigre Uno contre Rockstar Spud contre DJ Z contre TJP
Le 23 septembre, il a été annoncé que Tigre Uno va défendre le TNA X Division Championship dans un Ultimate X match contre Rockstar Spud, DJ Z et TJP. 

### Ethan Carter III contre Drew Galloway
Le 23 septembre, après avoir remporté un match d'Elimination, contre Bram, Bobby Lashley, Davey Richards, Eddie Edwards. Drew Galloway est devenu l'aspirant numéro 1 pour le TNA World Heavyweight Championship d'Ethan Carter III. Le président de la TNA, Dixie Carter a annoncé que la semaine prochaine, elle annoncerait un arbitre spécial pour ce match. 

### The Wolves contre Brian Myers et Trevor Lee
Le 1er juillet, The Wolves ont remporté les titres par équipe laissés vacants après avoir battu Austin Aries et Bobby Roode dans un Ironman match de 30 minutes. Ils ont perdu les championnats face à Brian Myers et Trevor Lee le 2 septembre  et ont regagnés les titres le 9 septembre. Ils auront un match de revanche lors de l'événement. 

## Tableau des matchs
| # | Matchs | Stipulations                                                                                                 | Durée |
| - | --- | --- | ----- |
| 1 | Tigre Uno (c) bat Andrew Everett, DJ Z et Manik | Ultimate X match pour le TNA X Division Championship                                                         | 10:02 |
| 2 | Tyrus bat Abyss, Aiden O'Shea, Al Snow, Chris Melendez, D'Angelo Dinero, Eli Drake, Jessie Godderz, Mahabali Shera, Mr.Anderson, Robbie E et Tommy Dreamer | Bound for Glory Gauntlet match pour être challenger au TNA World Heavyweight Championship                    | 24:30 |
| 3 | The Wolves (Davey Richards et Eddie Edwards) (c) bat Brian Myers et Trevor Lee                                                                             | Tag team match pour les TNA World Tag Team Championship                                                      | 11:23 |
| 4 | Bobby Roode (c) bat Bobby Lashley | Match simple pour le TNA King of the Mountain Championship                                                   | 14:17 |
| 5 | Gail Kim (c) bat Awesome Kong | Match simple pour le TNA Women's Knockout Championship                                                       | 10:05 |
| 6 | Kurt Angle bat Eric Young | Match sans disqualification                                                                                  | 13:10 |
| 7 | Matt Hardy bat Ethan Carter III (c) et Drew Galloway | Match Triple Threat pour le TNA World Heavyweight Championship. Avec Jeff Hardy en arbitre spécial du match. | 20:04 |

### Bound for Glory Gauntlet entrée et élimination
| Ordre d'entrée | Lutteur         | Ordre d'élimination | Éliminé par           |
| -------------- | --------------- | ------------------- | --------------------- |
| 1              | Mr. Anderson    | 11                  | Tombé par Tyrus       |
| 2              | Jessie Godderz  | 10                  | Éliminé par Anderson  |
| 3              | Eli Drake       | 1                   | Éliminé par Snow      |
| 4              | Al Snow         | 3                   | Éliminé par Tyrus     |
| 5              | Aiden O'Shea    | 2                   | Éliminé par Shera     |
| 6              | Robbie E        | 8                   | Éliminé par Godderz   |
| 7              | Mahabali Shera  | 5                   | Éliminé par Tyrus     |
| 8              | Tyrus           | -                   | VAINQUEUR             |
| 9              | Chris Melendez  | 4                   | Éliminé par Tyrus     |
| 10             | Tommy Dreamer   | 9                   | Éliminé par Anderson  |
| 11             | Abyss           | 7                   | Éliminé par Tyrus     |
| 12             | D'Angelo Dinero | 6                   | Il s'élimine lui-même |